# 長野電鉄3500系電車
長野電鉄3500系電車（ながのでんてつ3500けいでんしゃ）は、かつて長野電鉄が運用していた通勤形電車。帝都高速度交通営団（営団地下鉄、現東京メトロ）日比谷線で使用された3000系を譲受・改造した車両である。
本項ではその長編成版である3600系についても併せて解説する。

## 概要
長野オリンピックを6年後に控えた1992年（平成4年）から1997年にかけて、普通列車の増発と老朽化した2500系（元東急5000系）や0系「OSカー」などの在来車の置き換え・車種統一を目的に投入された。先頭車（旧3000形）34両、中間車（旧3500形）3両の37両が投入され、長野電鉄の最大勢力車両となった。また、これらとは別に部品確保用となった無車籍の先頭車2両（うち1両は事故車両の補充用として使用された）が須坂駅構内に存在したため実際には39両が長野電鉄入りしている。
長野電鉄では編成両数の違いによって、2両編成が3500系、3両編成が3600系と車両番号（車番）が区分され、さらに2両編成は木島線用での車内運賃収受用に、運転台後部にバス用の運賃箱と運賃表示器が設置された「O編成」とそれ以外の「N編成」に区分されている。車番も3両編成の「L編成」が3601 - 、2両編成の「N編成」が3501 - 、ワンマン用2両編成の「O編成」が3521 - の通し番号で再付番された。これらは「L編成」の湯田中寄り先頭車の主電動機が撤去され、Tc車となっている点を除いては性能的にはほとんど差がない。
- N（Normal）編成：モハ3500形-モハ3510形 - 2両編成8本[注釈 1]
- O（One-man）編成：モハ3520形-モハ3530形 - 2両編成6本[注釈 2]
- L（Long）編成：クハ3650形-モハ3600形-モハ3610形 - 3両編成3本[注釈 3]

| 3500系N5編成 |  | 3500系O2編成 |  | 3600系L2編成 |
| 3500系N5編成 |  | 3500系O2編成 |  | 3600系L2編成 |

譲受当初は、先述のL編成における主電動機撤去を除き、次の主な改造を受けている。
- 耐雪ブレーキの新設
- 30 - 40 ‰ の勾配が連続する信州中野 - 湯田中間にも入線できるようにするため、主回路の主抵抗器容量の増大
- 側扉へレールヒーターの新設と半自動化
- 運転室前面下梁の強化
- 列車無線の交換

この他、車体の窓上下に赤帯が入れられ、社章が長野電鉄のものへ交換された程度で就役した。ただし譲受当初はレジン製の制輪子を使用していたものの、雪に弱いことから鋳鉄製のものへ交換されている。なお、当初は前部標識灯の増設工事も計画されていたが、結局この工事は施工されなかった。

その後、使用条件の変化などからO編成以外のワンマン運転対応改造や、2001年（平成13年）には京成電鉄から譲受した冷房装置の搭載改造（N3 - N8編成とL編成のすべて）が施工された。この冷房化にあたっては電源装置に営団5000系電車の廃車発生品である静止形インバータ (SIV) が搭載されている。

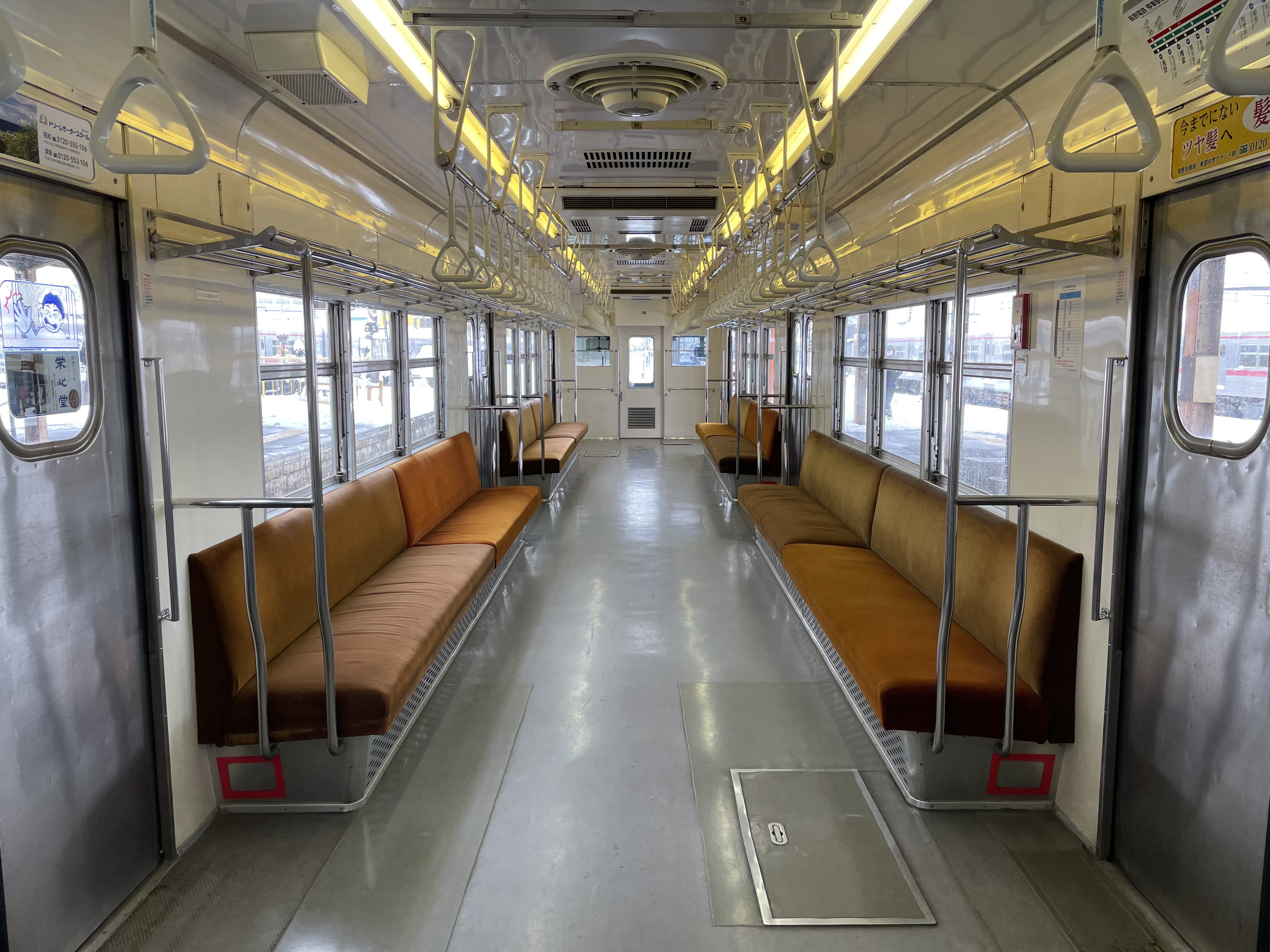
車内
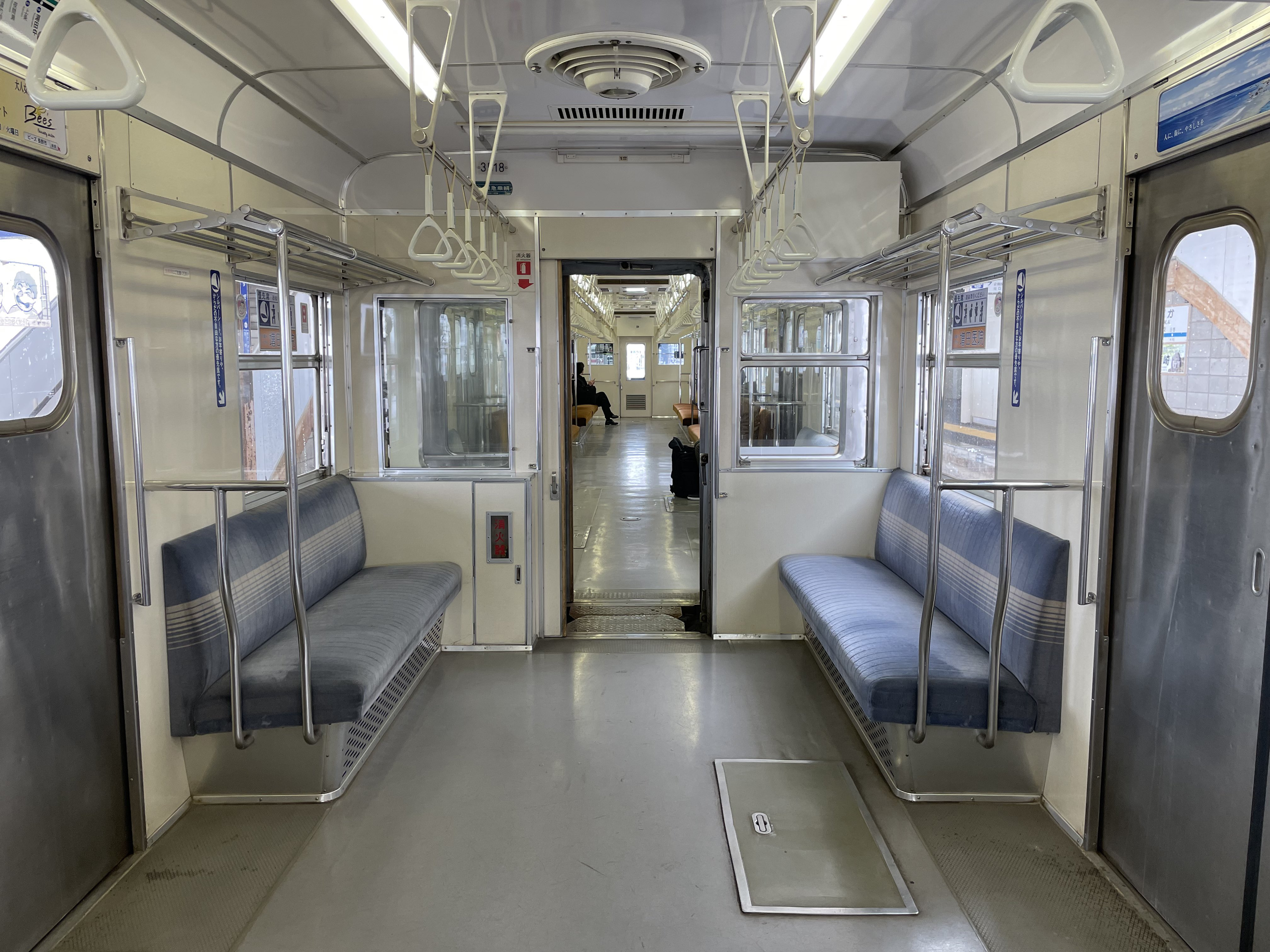
優先席
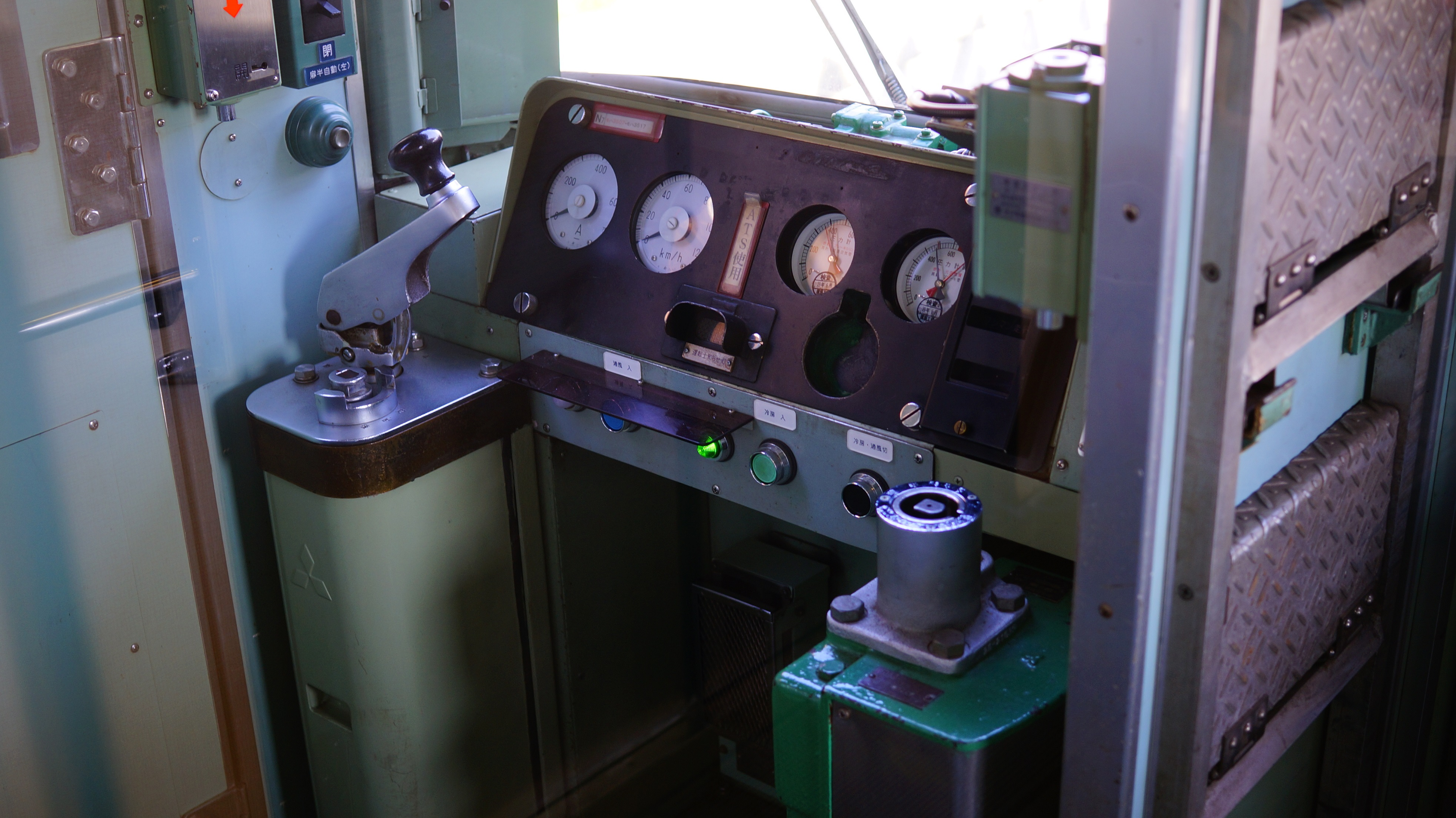
運転台

## 運用・沿革
1992年（平成4年）
- 同年から1997年にかけて元営団3000系17編成37両が長野電鉄に譲渡、1993年4月から運用を開始。

2002年（平成14年）
- 木島線の廃止によって余剰が発生し、一部の非冷房車が運用を離脱した。残った車両はN編成とL編成が長野線、O編成が屋代線と長野線で使用された[注釈 5]。

2005年（平成17年）

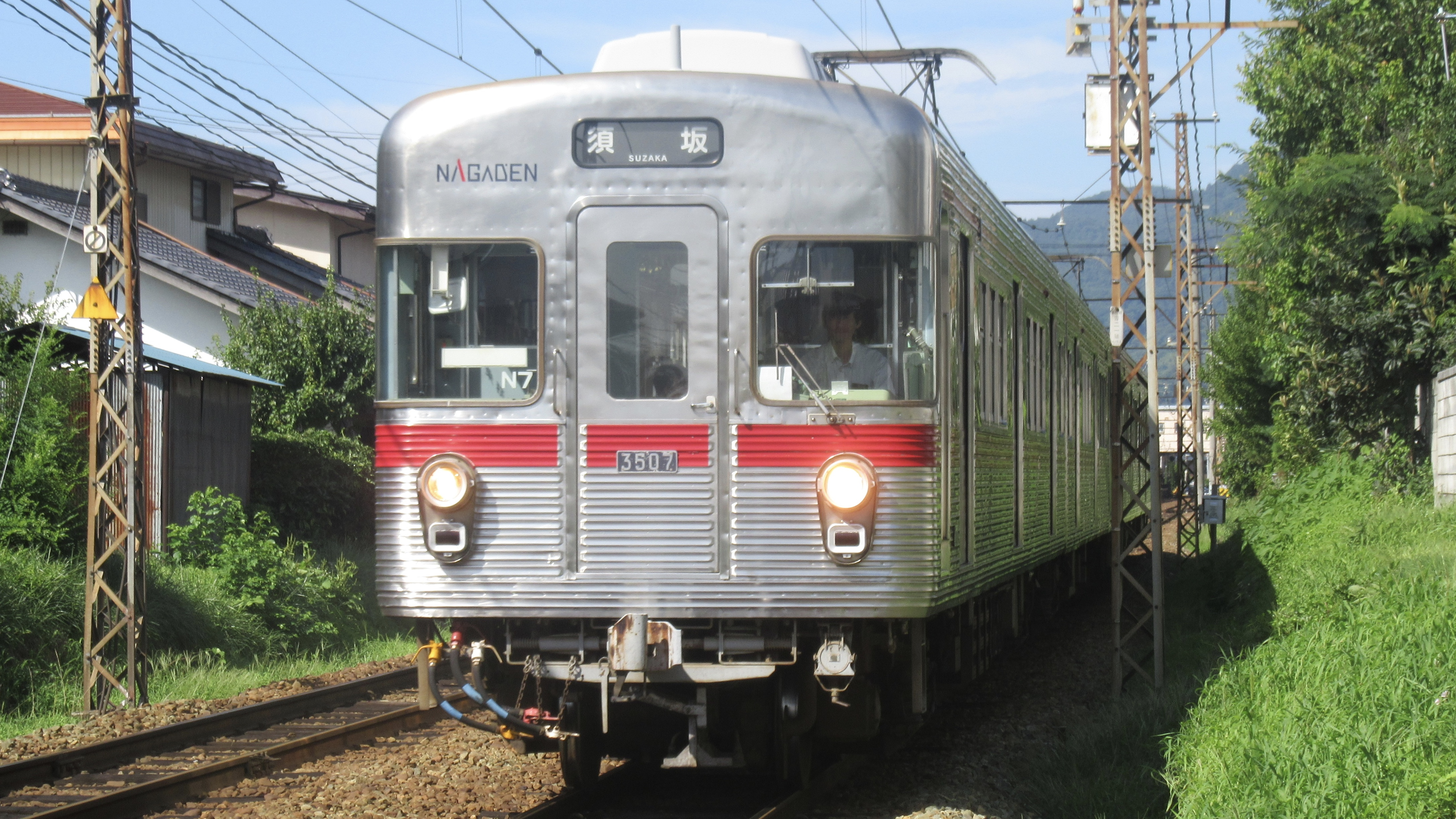
N7編成とN3編成の併結による代走運転

- 大型車体で輸送力の大きい8500系（元東急8500系）が投入され、長野電鉄では非冷房車は冷房改造をせずに引退させる方針に変更。これに先立ち、部品確保用の1両と事故に遭った元3524号が解体され、続いて運用車の廃車も発生した。朝のラッシュ時に須坂 - 長野間で見られたN編成を2本併結した4両編成も8500系3両編成に置き換えられて消滅している。ただし、8500系は勾配対応の抑速ブレーキと抵抗器を搭載していないため信州中野 - 湯田中間に入線不可能なことから冷房車(N編成)数編成が定期運用引退間際まで残存し、3000系の導入が完了するまでは当該区間を中心に運用されていた。また、8500系の検査時はL編成が代走を務めるため、本来L編成が務めている運用をN編成を2本併結した4両編成が代走したこともあった。

2007年（平成19年）
- 営団時代の第1編成だったN1編成（廃車済）が保存のために東京メトロに返還され、事実上の里帰りを果たした（「営団3000系電車#保存車」参照）。

2011年（平成23年）
- 12月 - O6編成が赤帯と「NAGADEN」ロゴが消された営団時代の姿に戻り、廃車までその状態で運用された。

2012年（平成24年）

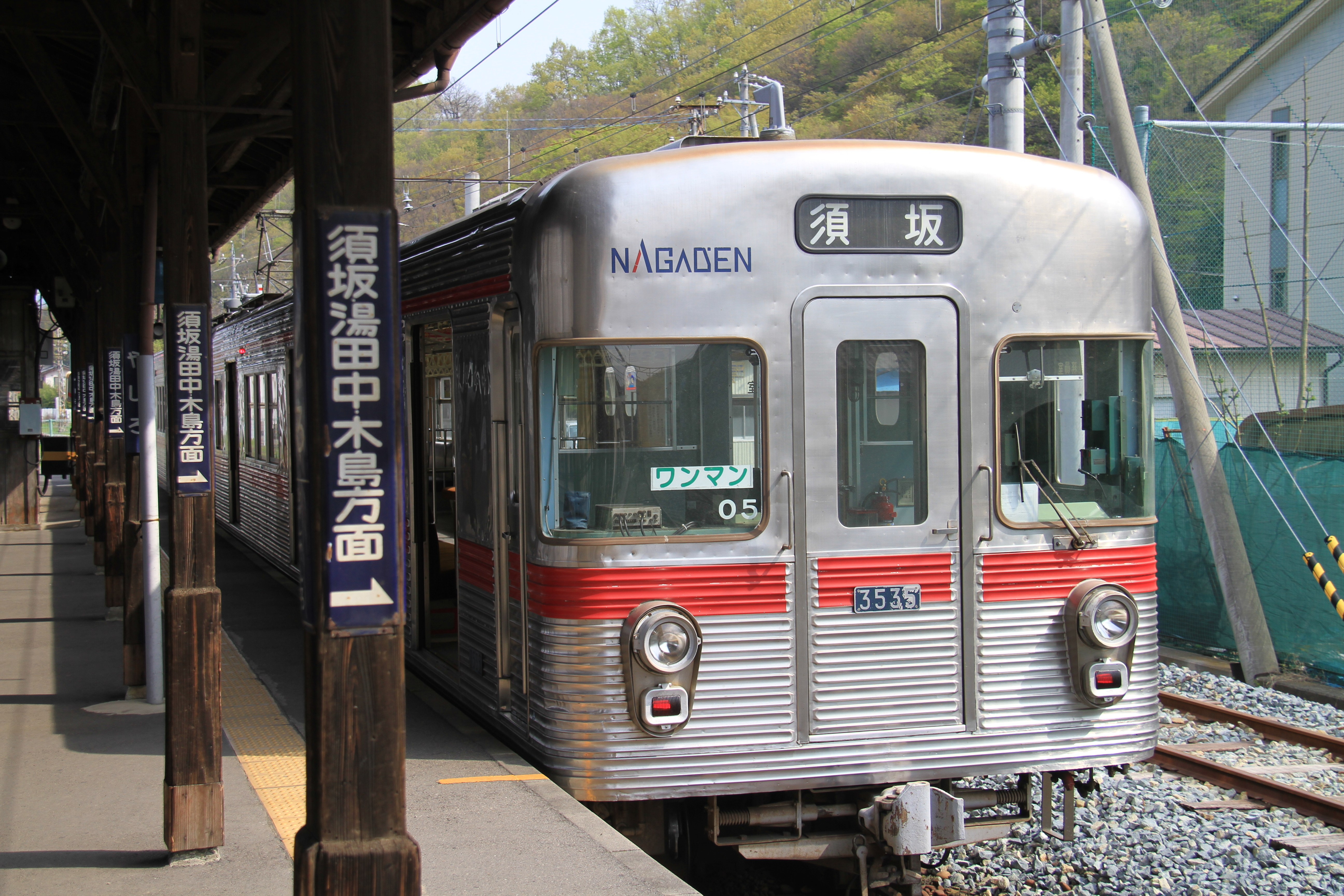
屋代駅に停車するO5編成

- 3月31日 - 屋代線の定期運用の最後の1往復（須坂 - 松代間）のみ、混雑緩和のためN7編成とN8編成を連結し、およそ5年ぶりに4両編成での営業運転が行われた（須坂と松代以外、後ろの編成はホームが短いためドアカット）。

2019年（令和元年）
- 12月15日 - O2編成が引退した[3][4]。

2020年（令和2年）
- 1月に東京メトロより03系電車を譲受・改造した「3000系」を導入することが決定し、同年に運行を開始した。2022年（令和4年）までに当初の計画通りの3両編成5本の導入を進め、本系列の残存していた6編成を廃車する計画を公表[5][6][注釈 6]。

- 9月25日 - L2編成の運用が終了し、3600系が引退した[7]。

2021年（令和3年）
- 6月2日 - N6編成が引退した。

2022年（令和4年）
- 3月22日～3月31日の土日を除く8日間、完全予約制のN7編成引退記念列車がN7編成とN8編成を連結した4両編成で長野 - 須坂 - 信州中野間で運行[8]。

- 3月31日 - N7編成が引退した。

2023年（令和5年）
- 1月19日 - 3500系引退イベントによる運行を以てN8編成の運用が終了し、3500系が引退した[9]。

## 編成表
- この書体（斜体）は長野電鉄譲渡時に撤去された機器
- （ ）内は営団時代の車両番号

### 3500系
|      |      | ← 湯田中・木島屋代・長野 → |                   |                        |
| 形式 | 形式 | モハ3500 （CM1）           | モハ3510 （CM2）  | 備考                   |
| 機器 | 機器 | PT・CONT                   | （PT・）MG・CP    |                        |
| 編成 | N1   | モハ3501 （3001）          | モハ3511 （3002） | 廃車 ※東京メトロに返還 |
| 編成 | N2   | モハ3502 （3043）          | モハ3512 （3044） | 廃車                   |
| 編成 | N3   | モハ3503 （3049）          | モハ3513 （3050） | 廃車                   |
| 編成 | N4   | モハ3504 （3059）          | モハ3514 （3060） | 廃車                   |
| 編成 | N5   | モハ3505 （3061）          | モハ3515 （3062） | 廃車                   |
| 編成 | N6   | モハ3506 （3065）          | モハ3516 （3066） | 廃車                   |
| 編成 | N7   | モハ3507 （3051）          | モハ3517 （3052） | 休車中                 |
| 編成 | N8   | モハ3508 （3039）          | モハ3518 （3040） | 休車中                 |

|      |      | ← 湯田中・木島屋代・長野 → |                    |        |
| 形式 | 形式 | モハ3520 （CM1）           | モハ3530 （CM2）   | 備考   |
| 機器 | 機器 | PT・CONT                   | （PT・）MG・CP     |        |
| 編成 | O1   | モハ3521 （3031）          | モハ3531 （3032）  | 廃車   |
| 編成 | O2   | モハ3522 （3037）          | モハ3532 （3038）  | 休車中 |
| 編成 | O3   | モハ3523 （3041）          | モハ'3533 （3042） | 廃車   |
| 編成 | O4   | モハ3524 （※3045→3077）    | モハ3534 （3046）  | 廃車   |
| 編成 | O5   | モハ3525 （3057）          | モハ3535 （3058）  | 廃車   |
| 編成 | O6   | モハ3526 （3075）          | モハ3536 （3076）  | 廃車   |

- 3524は、当初元3045号であったが、踏切事故で損傷したため事故復旧の際に元3077号に交換された。
- N7･N8･O2編成は休車扱いである。

### 3600系
|      |      | ← 湯田中・木島屋代・長野 → |                   |                   |      |
| 形式 | 形式 | クハ3650 （CM1→CT1）       | モハ3600 （Mc1）  | モハ3610 （CM2）  | 備考 |
| 機器 | 機器 | PT（・CONT）               | （PT・）CONT      | PT・SIV・CP       |      |
| 編成 | L1   | クハ3651 （3053）          | モハ3601 （3523） | モハ3611 （3054） | 廃車 |
| 編成 | L2   | クハ3652 （3055）          | モハ3602 （3571） | モハ3612 （3056） | 廃車 |
| 編成 | L3   | クハ3653 （3067）          | モハ3603 （3527） | モハ3613 （3068） | 廃車 |

- PT：パンタグラフ
- CONT：主制御器
- MG：電動発電機
- SIV：静止型インバーター
- CP：空気圧縮機（コンプレッサー）
- N3・N8編成とL編成のすべては冷房化改造時にMG（電動発電機）からSIV（静止型インバーター）に交換されている。